# Agrotis conjuncta
Agrotis conjuncta là một loài bướm đêm trong họ Noctuidae.